# カルロス・ガルシア
カルロス・ポレスティコ・ガルシア (英語：Carlos Polestico Garcia、1896年11月4日 - 1971年6月14日）は、フィリピンの政治家。第8代フィリピン共和国大統領。戦時賠償交渉の立役者の1人である。

## 経歴
1896年11月4日にボホール州タリボンに誕生する。1923年にフィリピンロースクールで法学士を取得してボホール・プロヴィンス・スクールの教師になった。1925年から1931年までボホール州第3区から選出された下院議員、1933年12月から1941年12月までボホール州知事を務めた。1941年に上院議員に選出されたが、日本のフィリピン侵攻により就任は1945年5月まで遅れた。上院の公開しているプロフィールによれば、第二次世界大戦当時はボホール州で抵抗運動の指導者をしていたという。上院議員として3回当選した後、任期を2年残した1953年にナショナリスタ党の公認候補として副大統領に当選し、1953年12月から1957年3月までラモン・マグサイサイ大統領の時に副大統領と外務大臣を兼任した。
1954年1月から日本とフィリピンの戦時賠償請求について大野勝己公使と本格的な予備交渉を行った。同年4月に賠償金額4億ドル・支払い期間10年・延長可能期間10年で大野・ガルシア覚書をまとめ、調印を試みたものの上院の反対に遭い、最終的に正式な賠償協定が調印されたのは1956年5月9日になってからのことだった。

### 大統領
1957年3月17日に前任のマグサイサイ大統領が事故死し、翌日3月18日に副大統領だったガルシアが大統領に就任した。同年11月12日の選挙でガルシアは得票数207万2257票・得票率41.3パーセントを獲得して大統領に当選した。非共産主義のアジア諸国の関係強化に努め、次の節で述べるように東南アジア連合の設立に関わった。

#### 東南アジア連合 (ASA) の設立
1958年12月に対外政策の方針を発表し、その中で共産主義に対抗するために自由主義のアジア諸国を1つに団結させるという目標を公表した。1959年1月にフィリピンを公式訪問したマラヤ連邦のトゥンク・アブドゥル・ラーマン首相もまた相違点はあるものの地域協力構想を抱いており、経済文化協力の必要性と言う点で見解が一致した両首相は会談後の共同声明で他の東南アジア諸国に働きかけ、両国の外務省も実現に向けて動き出した。タイのタナット・コーマン外相も地域協力構想に関心を示し、1959年7月にタイの作成した地域協力構想案を東南アジア諸国に回付した。1960年7月にラーマン首相がマラヤ・フィリピン・タイの3ヶ国を原加盟国とした地域協力機構設立の意思があることを公表し、原加盟国の3か国は中立非同盟諸国が加盟することを強く希望した。1961年7月31日から8月1日にバンコクでラーマン首相・タナット外相・フィリピンのセラノ外相の3者が会談し、初日の会談後に東南アジア連合（ASA）設立宣言（バンコク宣言）を発表した。ASAは東南アジアでは初の地域協力機構であり、1967年8月に東南アジア諸国連合（ASEAN）に機能を継承する形で解散した。

### 退任とその後
1961年11月に選挙でディオスダド・マカパガル副大統領に敗北して大統領を退任した。1971年6月1日に憲法制定会議議長に就任したが、同年6月14日にケソンで死去した。遺体はタギッグにある英雄墓地に埋葬された。

## 家族
1933年5月にレオニラ・ディマタガと結婚し、2人の間に娘のリンダ・ガルシア・カンポスが誕生した。